# فهرست مسابقات جام ملت‌های اروپا ۲۰۱۶
این برنامه مسابقات جام ملت‌های اروپا ۲۰۱۶:
| تاریخ              | ساعت                     | بازی                     | ورزشگاه                          | مرحله                    | تیم ۱                    | نتیجه                    | تیم ۲                    |
| ------------------ | ------------------------ | ------------------------ | -------------------------------- | ------------------------ | ------------------------ | ------------------------ | ------------------------ |
| جمعه، ۲۱ خرداد     | TBD                      |                          | ورزشگاه استاد دو فرانس، سن-دنی   | مراسم افتتاحیه           | مراسم افتتاحیه           | مراسم افتتاحیه           | مراسم افتتاحیه           |
| جمعه، ۲۱ خرداد     | ۲۳:۳۰                    | ۱                        | ورزشگاه استاد دو فرانس، سن-دنی   | گروه A                   | فرانسه                   | –                        | رومانی                   |
| شنبه، ۲۲ خرداد     | ۱۷:۳۰                    | ۲                        | ورزشگاه بولارت دللیس، لان        | گروه A                   | آلبانی                   | –                        | سوئیس                    |
| شنبه، ۲۲ خرداد     | ۲۰:۳۰                    | ۳                        | ورزشگاه نیو بردو، بوردو          | گروه B                   | ولز                      | –                        | اسلواکی                  |
| شنبه، ۲۲ خرداد     | ۲۳:۳۰                    | ۴                        | ورزشگاه ولودروم، مارسی           | گروه B                   | انگلستان                 | –                        | روسیه                    |
| یکشنبه، ۲۳ خرداد   | ۱۷:۳۰                    | ۵                        | ورزشگاه پارک ده پرنس، پاریس      | گروه D                   | ترکیه                    | –                        | کرواسی                   |
| یکشنبه، ۲۳ خرداد   | ۲۰:۳۰                    | ۶                        | ورزشگاه آلیانز ریویرا، نیس       | گروه C                   | لهستان                   | –                        | ایرلند شمالی             |
| یکشنبه، ۲۳ خرداد   | ۲۳:۳۰                    | ۷                        | ورزشگاه پیر مائوروی، لیل         | گروه C                   | آلمان                    | –                        | اوکراین                  |
| دوشنبه، ۲۴ خرداد   | ۱۷:۳۰                    | ۸                        | ورزشگاه مونیسیپال، تولوز         | گروه D                   | اسپانیا                  | –                        | چک                       |
| دوشنبه، ۲۴ خرداد   | ۲۰:۳۰                    | ۹                        | ورزشگاه استاد دو فرانس، سن-دنی   | گروه E                   | جمهوری ایرلند            | –                        | سوئد                     |
| دوشنبه، ۲۴ خرداد   | ۲۳:۳۰                    | ۱۰                       | ورزشگاه لومیرز، لیون             | گروه E                   | بلژیک                    | –                        | ایتالیا                  |
| سه‌شنبه، ۲۵ خرداد   | ۲۰:۳۰                    | ۱۱                       | ورزشگاه نیو بردو، بوردو          | گروه F                   | اتریش                    | –                        | مجارستان                 |
| سه‌شنبه، ۲۵ خرداد   | ۲۳:۳۰                    | ۱۲                       | ورزشگاه جئوفروی گویچارد، سن-اتین | گروه F                   | پرتغال                   | –                        | ایسلند                   |
| چهارشنبه، ۲۶ خرداد | ۱۷:۳۰                    | ۱۳                       | ورزشگاه پیر مائوروی، لیل         | گروه B                   | روسیه                    | –                        | اسلواکی                  |
| چهارشنبه، ۲۶ خرداد | ۲۰:۳۰                    | ۱۴                       | ورزشگاه پارک ده پرنس، پاریس      | گروه A                   | رومانی                   | –                        | سوئیس                    |
| چهارشنبه، ۲۶ خرداد | ۲۳:۳۰                    | ۱۵                       | ورزشگاه ولودروم، مارسی           | گروه A                   | فرانسه                   | –                        | آلبانی                   |
| پنج‌شنبه، ۲۷ خرداد  | ۱۷:۳۰                    | ۱۶                       | ورزشگاه بولارت دللیس، لان        | گروه B                   | انگلستان                 | –                        | ولز                      |
| پنج‌شنبه، ۲۷ خرداد  | ۲۰:۳۰                    | ۱۷                       | ورزشگاه لومیرز، لیون             | گروه C                   | اوکراین                  | –                        | ایرلند شمالی             |
| پنج‌شنبه، ۲۷ خرداد  | ۲۳:۳۰                    | ۱۸                       | ورزشگاه استاد دو فرانس، سن-دنی   | گروه C                   | آلمان                    | –                        | لهستان                   |
| جمعه، ۲۸ خرداد     | ۱۷:۳۰                    | ۱۹                       | ورزشگاه مونیسیپال، تولوز         | گروه E                   | ایتالیا                  | –                        | سوئد                     |
| جمعه، ۲۸ خرداد     | ۲۰:۳۰                    | ۲۰                       | ورزشگاه جئوفروی گویچارد، سن-اتین | گروه D                   | چک                       | –                        | کرواسی                   |
| جمعه، ۲۸ خرداد     | ۲۳:۳۰                    | ۲۱                       | ورزشگاه آلیانز ریویرا، نیس       | گروه D                   | اسپانیا                  | –                        | ترکیه                    |
| شنبه، ۲۹ خرداد     | ۱۷:۳۰                    | ۲۲                       | ورزشگاه نیو بردو، بوردو          | گروه E                   | بلژیک                    | –                        | جمهوری ایرلند            |
| شنبه، ۲۹ خرداد     | ۲۰:۳۰                    | ۲۳                       | ورزشگاه ولودروم، مارسی           | گروه F                   | ایسلند                   | –                        | مجارستان                 |
| شنبه، ۲۹ خرداد     | ۲۳:۳۰                    | ۲۴                       | ورزشگاه پارک ده پرنس، پاریس      | گروه F                   | پرتغال                   | –                        | اتریش                    |
| یکشنبه، ۳۰ خرداد   | ۲۳:۳۰                    | ۲۵                       | ورزشگاه لومیرز، لیون             | گروه A                   | رومانی                   | –                        | آلبانی                   |
| یکشنبه، ۳۰ خرداد   | ۲۳:۳۰                    | ۲۶                       | ورزشگاه پیر مائوروی، لیل         | گروه A                   | سوئیس                    | –                        | فرانسه                   |
| دوشنبه، ۳۱ خرداد   | ۲۳:۳۰                    | ۲۷                       | ورزشگاه مونیسیپال، تولوز         | گروه B                   | روسیه                    | –                        | ولز                      |
| دوشنبه، ۳۱ خرداد   | ۲۳:۳۰                    | ۲۸                       | ورزشگاه جئوفروی گویچارد، سن-اتین | گروه B                   | اسلواکی                  | –                        | انگلستان                 |
| سه‌شنبه، ۱ تیر      | ۲۰:۳۰                    | ۲۹                       | ورزشگاه ولودروم، مارسی           | گروه C                   | اوکراین                  | –                        | لهستان                   |
| سه‌شنبه، ۱ تیر      | ۲۰:۳۰                    | ۳۰                       | ورزشگاه پارک ده پرنس، پاریس      | گروه C                   | ایرلند شمالی             | –                        | آلمان                    |
| سه‌شنبه، ۱ تیر      | ۲۳:۳۰                    | ۳۱                       | ورزشگاه بولارت دللیس، لان        | گروه D                   | چک                       | –                        | ترکیه                    |
| سه‌شنبه، ۱ تیر      | ۲۳:۳۰                    | ۳۲                       | ورزشگاه نیو بردو، بوردو          | گروه D                   | کرواسی                   | –                        | اسپانیا                  |
| چهارشنبه، ۲ تیر    | ۲۰:۳۰                    | ۳۳                       | ورزشگاه استاد دو فرانس، سن-دنی   | گروه F                   | ایسلند                   | –                        | اتریش                    |
| چهارشنبه، ۲ تیر    | ۲۰:۳۰                    | ۳۴                       | ورزشگاه لومیرز، لیون             | گروه F                   | مجارستان                 | –                        | پرتغال                   |
| چهارشنبه، ۲ تیر    | ۲۳:۳۰                    | ۳۵                       | ورزشگاه پیر مائوروی، لیل         | گروه E                   | ایتالیا                  | –                        | جمهوری ایرلند            |
| چهارشنبه، ۲ تیر    | ۲۳:۳۰                    | ۳۶                       | ورزشگاه آلیانز ریویرا، نیس       | گروه E                   | سوئد                     | –                        | بلژیک                    |
| پنج‌شنبه، ۳ تیر     | هیچ بازی برنامه ریزی شده | هیچ بازی برنامه ریزی شده | هیچ بازی برنامه ریزی شده         | هیچ بازی برنامه ریزی شده | هیچ بازی برنامه ریزی شده | هیچ بازی برنامه ریزی شده | هیچ بازی برنامه ریزی شده |
| جمعه، ۴ تیر        | هیچ بازی برنامه ریزی شده | هیچ بازی برنامه ریزی شده | هیچ بازی برنامه ریزی شده         | هیچ بازی برنامه ریزی شده | هیچ بازی برنامه ریزی شده | هیچ بازی برنامه ریزی شده | هیچ بازی برنامه ریزی شده |
| شنبه، ۵ تیر        | ۱۷:۳۰                    | ۳۷                       | ورزشگاه جئوفروی گویچارد، سن-اتین | یک هشتم نهایی            | دوم گروه A               | –                        | دوم گروه C               |
| شنبه، ۵ تیر        | ۲۰:۳۰                    | ۳۸                       | ورزشگاه پارک ده پرنس، پاریس      | یک هشتم نهایی            | اول گروه B               | –                        | سوم گروه D / C / A       |
| شنبه، ۵ تیر        | ۲۳:۳۰                    | ۳۹                       | ورزشگاه بولارت دللیس، لان        | یک هشتم نهایی            | اول گروه D               | –                        | سوم گروه F / E / B       |
| یکشنبه، ۶ تیر      | ۱۷:۳۰                    | ۴۰                       | ورزشگاه لومیرز، لیون             | یک هشتم نهایی            | اول گروه A               | –                        | سوم گروه E / D / C       |
| یکشنبه، ۶ تیر      | ۲۰:۳۰                    | ۴۱                       | ورزشگاه پیر مائوروی، لیل         | یک هشتم نهایی            | اول گروه C               | –                        | سوم گروه F / B / A       |
| یکشنبه، ۶ تیر      | ۲۳:۳۰                    | ۴۲                       | ورزشگاه مونیسیپال، تولوز         | یک هشتم نهایی            | اول گروه F               | –                        | دوم گروه E               |
| دوشنبه، ۷ تیر      | ۲۰:۳۰                    | ۴۳                       | ورزشگاه استاد دو فرانس، سن-دنی   | یک هشتم نهایی            | اول گروه E               | –                        | دوم گروه D               |
| دوشنبه، ۷ تیر      | ۲۳:۳۰                    | ۴۴                       | ورزشگاه آلیانز ریویرا، نیس       | یک هشتم نهایی            | اول گروه B               | –                        | دوم گروه F               |
| سه‌شنبه، ۸ تیر      | هیچ بازی برنامه ریزی شده | هیچ بازی برنامه ریزی شده | هیچ بازی برنامه ریزی شده         | هیچ بازی برنامه ریزی شده | هیچ بازی برنامه ریزی شده | هیچ بازی برنامه ریزی شده | هیچ بازی برنامه ریزی شده |
| چهارشنبه، ۹ تیر    | هیچ بازی برنامه ریزی شده | هیچ بازی برنامه ریزی شده | هیچ بازی برنامه ریزی شده         | هیچ بازی برنامه ریزی شده | هیچ بازی برنامه ریزی شده | هیچ بازی برنامه ریزی شده | هیچ بازی برنامه ریزی شده |
| پنج‌شنبه، ۱۰ تیر    | ۲۳:۳۰                    | ۴۵                       | ورزشگاه ولودروم، مارسی           | یک چهارم نهایی           | برنده بازی ۳۷            | –                        | برنده بازی ۳۹            |
| جمعه، ۱۱ تیر       | ۲۳:۳۰                    | ۴۶                       | ورزشگاه پیر مائوروی، لیل         | یک چهارم نهایی           | برنده بازی ۳۸            | –                        | برنده بازی ۴۲            |
| شنبه، ۱۲ تیر       | ۲۳:۳۰                    | ۴۷                       | ورزشگاه نیو بردو، بوردو          | یک چهارم نهایی           | برنده بازی ۴۱            | –                        | برنده بازی ۴۲            |
| یکشنبه، ۱۳ تیر     | ۲۳:۳۰                    | ۴۸                       | ورزشگاه استاد دو فرانس، سن-دنی   | یک چهارم نهایی           | برنده بازی ۴۰            | –                        | برنده بازی ۴۴            |
| دوشنبه، ۱۴ تیر     | هیچ بازی برنامه ریزی شده | هیچ بازی برنامه ریزی شده | هیچ بازی برنامه ریزی شده         | هیچ بازی برنامه ریزی شده | هیچ بازی برنامه ریزی شده | هیچ بازی برنامه ریزی شده | هیچ بازی برنامه ریزی شده |
| سه‌شنبه، ۱۵ تیر     | هیچ بازی برنامه ریزی شده | هیچ بازی برنامه ریزی شده | هیچ بازی برنامه ریزی شده         | هیچ بازی برنامه ریزی شده | هیچ بازی برنامه ریزی شده | هیچ بازی برنامه ریزی شده | هیچ بازی برنامه ریزی شده |
| چهارشنبه، ۱۶ تیر   | ۲۳:۳۰                    | ۴۹                       | ورزشگاه لومیرز، لیون             | نیمه نهایی               | برنده بازی ۴۵            | –                        | برنده بازی ۴۶            |
| پنج‌شنبه، ۱۷ تیر    | ۲۳:۳۰                    | ۵۰                       | ورزشگاه ولودروم، مارسی           | نیمه نهایی               | برنده بازی ۴۷            | –                        | برنده بازی ۴۸            |
| جمعه، ۱۸ تیر       | هیچ بازی برنامه ریزی شده | هیچ بازی برنامه ریزی شده | هیچ بازی برنامه ریزی شده         | هیچ بازی برنامه ریزی شده | هیچ بازی برنامه ریزی شده | هیچ بازی برنامه ریزی شده | هیچ بازی برنامه ریزی شده |
| شنبه، ۱۹ تیر       | هیچ بازی برنامه ریزی شده | هیچ بازی برنامه ریزی شده | هیچ بازی برنامه ریزی شده         | هیچ بازی برنامه ریزی شده | هیچ بازی برنامه ریزی شده | هیچ بازی برنامه ریزی شده | هیچ بازی برنامه ریزی شده |
| یکشنبه، ۲۰ تیر     | ۲۳:۳۰                    | ۵۱                       | ورزشگاه استاد دو فرانس، سن-دنی   | فینال                    | برنده بازی ۴۹            | –                        | برنده بازی ۵۰            |